# Žuljana
Žuljana är en ort i Kroatien.   Den ligger i länet Dubrovnik-Neretvas län, i den sydöstra delen av landet, 300 km söder om huvudstaden Zagreb. Žuljana ligger 23 meter över havet och antalet invånare är 235.
Terrängen runt Žuljana är kuperad österut, men västerut är den platt. Havet är nära Žuljana västerut. Runt Žuljana är det ganska glesbefolkat, med 22 invånare per kvadratkilometer. Närmaste större samhälle är Blato, 14,7 km söder om Žuljana. I omgivningarna runt Žuljana växer i huvudsak blandskog.